# Bulgarie aux Jeux olympiques d'été de 2008
La Bulgarie participe aux Jeux olympiques d'été de 2008 à Pékin. Il s'agit de sa 18e participation à des Jeux d'été.

## Liste des médaillés bulgares

### Médailles d'or
| Sport              | Discipline      | Sportifs        | Performance |
| Médailles d'or : 1 |                 |                 |             |
| Aviron             | 1 de couple (F) | Rumyana Neykova |             |

### Médailles d'argent
| Sport                  | Discipline         | Sportifs       | Performance |
| Médailles d'argent : 1 |                    |                |             |
| Lutte libre            | Moins de 72 kg (F) | Stanka Zlateva |             |

### Médailles de bronze
| Sport                   | Discipline                       | Sportifs         | Performance |
| Médailles de bronze : 3 |                                  |                  |             |
| Lutte                   | Gréco-romaine Moins de 74 kg (H) | Yavor Yanakiev   |             |
| Lutte                   | Libre Moins de 55 kg (H)         | Radoslav Velikov |             |
| Lutte                   | Libre Moins de 74 kg (H)         | Kiril Terziev    |             |

## Engagés par sport

### Athlétisme
- Venera Getova
- Georgi Ivanov
- Gita Dodova
- Daniela Yordanova
- Desislav Gunev
- Dobrinka Shalamanova
- Ivet Lalova
- Iliyan Efremov
- Momchil Karailiev
- Spas Bukhalov
- Rumiana Karapetrova
- Kolio Neshev
- Tsvetelina Kirilova
- Nikolay Atanasov
- Tezdzhan Naimova

#### Hommes
| Épreuve           | Athlète           | Séries   | Séries | Quarts de finale | Quarts de finale | Demi-finales | Demi-finales | Finale   | Finale |
| Épreuve           | Athlète           | Résultat | Rang   | Résultat         | Rang             | Résultat     | Rang         | Résultat | Rang   |
| ----------------- | ----------------- | -------- | ------ | ---------------- | ---------------- | ------------ | ------------ | -------- | ------ |
| 100 mètres        | Desislav Gunav    | 10.66    | 6e     | -                | -                | -            | -            | -        | -      |
| 200 mètres        | Desislav Gunav    | 21.55    | 6e     | -                | -                | -            | -            | -        | -      |
| Saut en longueur  | Nikolay Atanasov  | 7,54m    | 19e    | -                | -                | -            | -            | -        | -      |
| Triple saut       | Momchil Karailiev | 17,12m   | 5e Q   | NC               | NC               | NC           | NC           | 16,48m   | 11e    |
| Saut à la perche  | Spas Bukhalov     | 5,45m    | 15e    | -                | -                | -            | -            | -        | -      |
| Saut à la perche  | Iliyan Efremov    | /        | /      | -                | -                | -            | -            | -        | -      |
| Lancer du poids   | Georgi Ivanov     | NM       | /      | -                | -                | -            | -            | -        | -      |
| Lancer du javelot | Kolyo Neshev      | 66,00m   | 18e    | -                | -                | -            | -            | -        | -      |

#### Femmes
| Épreuve              | Athlète              | Séries   | Séries | Quarts de finale | Quarts de finale | Demi-finales | Demi-finales | Finale   | Finale |
| Épreuve              | Athlète              | Résultat | Rang   | Résultat         | Rang             | Résultat     | Rang         | Résultat | Rang   |
| -------------------- | -------------------- | -------- | ------ | ---------------- | ---------------- | ------------ | ------------ | -------- | ------ |
| 100 mètres           | Tezzhan Naimova      | 11.70    | 5e     | -                | -                | -            | -            | -        | -      |
| 100 mètres           | Inna Eftimova        | 11.67    | 4e     | -                | -                | -            | -            | -        | -      |
| 100 mètres           | Ivet Lalova-Collio   | 11.33    | 1er Q  | 11.40            | 3e Q             | 11.51        | 7e           | -        | -      |
| 200 mètres           | Ivet Lalova-Collio   | 23.13    | 5e Q   | 23.15            | 4e               | -            | -            | -        | -      |
| 200 mètres           | Inna Eftimova        | 23.50    | 5e Q   | 23.48            | 8e               | -            | -            | -        | -      |
| 400 mètres haies     | Tsvetelina Kirilova  | 55.22    | 3e Q   | NC               | NC               | 55.97        | 8e           | -        | -      |
| 3 000 mètres steeple | Dobrinka Shalamanova | Ab.      | /      | -                | -                | -            | -            | -        | -      |
| Triple saut          | Gita Dodova          | 13,53m   | 13e    | -                | -                | -            | -            | -        | -      |
| Lancer du disque     | Venera Getova        | 54,00m   | 16e    | -                | -                | -            | -            | -        | -      |
| Lancer du javelot    | Rumyana Karapetrova  | 40,15m   | 26e    | -                | -                | -            | -            | -        | -      |

### Aviron
| Athlète(s)      | Compétition    | Série         | Série | Quart de finale | Quart de finale | Demi-finale   | Demi-finale | Finale                 | Finale |
| Athlète(s)      | Compétition    | Temps         | Rang  | Temps           | Rang            | Temps         | Rang        | Temps                  | Rang   |
| --------------- | -------------- | ------------- | ----- | --------------- | --------------- | ------------- | ----------- | ---------------------- | ------ |
| Martin Yanakiev | Deux de couple | 6 min 45 s 03 | 4e    | 6 min 24 s 70   | 3e              | 6 min 26 s 62 | 4e          | Finale B 6 min 45 s 91 | 4e     |
| Ivo Yanakiev    | Deux de couple | 6 min 45 s 03 | 4e    | 6 min 24 s 70   | 3e              | 6 min 26 s 62 | 4e          | Finale B 6 min 45 s 91 | 4e     |

### Badminton
- Petya Nedelcheva

### Boxe
- Boris Georgiev
- Kubrat Pulev

| Athlète        | Catégorie                  | 16e de finale        | 8e de finale              | Quart de finale     | Demi-finale         | Finale              |
| Athlète        | Catégorie                  | Adversaire Résultat  | Adversaire Résultat       | Adversaire Résultat | Adversaire Résultat | Adversaire Résultat |
| -------------- | -------------------------- | -------------------- | ------------------------- | ------------------- | ------------------- | ------------------- |
| Boris Georgiev | Poids super-légers (-64Kg) | Molina Victoire 14-1 | Munkh-Erdene Défaite 3-10 | -                   | -                   | -                   |
| Kubrat Pulev   | Poids super-lourds (+91Kg) | NC                   | Rivas Défaite 5-11        | -                   | -                   | -                   |

### Canoe/Kayak
| Athlète        | Compétition | Éliminatoires  | Éliminatoires | Demi-finales   | Demi-finales | Finale A | Finale A |
| Athlète        | Compétition | Temps          | Rang          | Temps          | Rang         | Temps    | Rang     |
| -------------- | ----------- | -------------- | ------------- | -------------- | ------------ | -------- | -------- |
| Deyan Georgiev | C2 500m     | 1 min 43 s 428 | 5e            | 1 min 45 s 032 | 8e           | -        | -        |
| Adnan Aliev    | C2 500m     | 1 min 43 s 428 | 5e            | 1 min 45 s 032 | 8e           | -        | -        |
| Deyan Georgiev | C2 1000m    | 3 min 54 s 111 | 6e            | 3 min 45 s 019 | 4e           | -        | -        |
| Adnan Aliev    | C2 1000m    | 3 min 54 s 111 | 6e            | 3 min 45 s 019 | 4e           | -        | -        |

### Gymnastique
Hommes
- Jordan Jovtchev

Femmes
- Nikolina Tankusheva

### Lutte
- Anatolii Guidya
- Bozhidar Boyadzhiev
- Armen Nazaryan
- Venelin Venkov
- Elina Vaseva
- Ivan Ivanov
- Kaloyan Dinchev
- Kiril Terziev
- Nikolay Gergov
- Radoslav Velikov
- Serafim Barzakov
- Stanka Zlateva
- Yavor Yanakiev

### Tennis
- Tsvetana Pironkova

### Tir
- Maria Grozdeva
- Tanyu Kiryakov

### Tir à l'arc
- Daniel Pavlov

### Volley-ball
l'équipe masculine s'est qualifiée pour le tournoi olympique de Pékin en remportant la médaille de bronze de la Coupe du monde de volley-ball masculin 2007.